# Кипарис вічнозелений пірамідальний
Кипарис вічнозелений пірамідальний (Cupressus sempervirens f.pyramidalis) — морфа хвойних дерев виду кипарис вічнозелений (Cupressus sempervirens) родини кипарисові (Cupressaceae). Це культивар, що здавна культивується у Східному Середземномор'ї.

## Культивування в Україні
Це високе струнке дерево з щільно притиснутими до стовбура темно-зеленими гілками серед великої різноманітності орнаментальних деревних рослин, застосовуваних у нас в культурі, є одним з найпоширеніших. В Україні вирощується в Криму. До Криму завезений грецькими поселенцями ще в античну епоху. Нині це улюблене дерево садів та парків Криму. Він становить невід'ємну приналежність всього нашого південного приморського пейзажу.